# アイデア・オブ・ユー 〜大人の愛が叶うまで〜
『アイデア・オブ・ユー 〜大人の愛が叶うまで〜』（アイデア・オブ・ユー 〜おとなのあいがかなうまで〜、原題：THE IDEA OF YOU）は、ロビン・リーの同名小説を原作とし、マイケル・ショウォルターがジェニファー・ウェストフェルトと共同で脚本を務めた2024年のアメリカ合衆国のロマンチック・コメディドラマ映画。
アン・ハサウェイとニコラス・ガリツィンが主演し、シングルマザーと人気ボーイズバンドのリードシンガーの恋愛を描いている。

## キャスト
| 役名                 | 俳優                 | 日本語吹替 |
| -------------------- | -------------------- | ---------- |
| ソレーヌ・マルシャン | アン・ハサウェイ     | 小松由佳   |
| ヘイズ・キャンベル   | ニコラス・ガリツィン | 石川界人   |
| イジー               | エラ・ルービン       | 清水理沙   |
| トレイシー           | アニー・マモロ       |            |
| ダニエル             | リード・スコット     |            |
| クレア               | メグ・ミリッジ       | 木村涼香   |
| ジョディ             | ロキシー・リベラ     | 木村香央里 |

日本語吹替版その他：イブ優里安、菊地達弘、菊池康弘、小若和郁那、宮田哲朗、三好翼、中谷一博、野津山幸宏、岡田雄樹、有賀由樹子、寺井大樹
日本語版制作スタッフ 演出：本吉伊都子、翻訳：首藤千恵、制作：グロービジョン

## 制作

### 企画
2018年12月、ロビン・リーの小説『The Idea of You』の映画化がウェル・エンターテインメントによって選ばれ、キャシー・シュルマンとガブリエル・ユニオンがプロデューサーを務めることが発表された。2000年代初頭からリーと友人だったユニオンは、2018年にこの本をこれまでのベスト10に挙げた。リー、エリック・ヘイズ、ベル・ホープ・デイン、ジョーダナ・モリックもプロデューサーを務めた。2021年6月、ジェニファー・ウェストフェルトが小説を脚色し、アン・ハサウェイが主演に抜擢され、プロデューサーと兼任することが明らかになった。
2022年8月、マイケル・ショウォルターが監督に決定した。翌月、ニコラス・ガリツィンが「地球上で最もホットなボーイバンド」のリードシンガー役としてキャストに加わり、10月にはエラ・ルービンがハサウェイの娘役を演じること、主要撮影が開始されたことが明らかになった。

### 撮影
撮影は2022年10月にジョージア州のアトランタ、サバンナ、およびその周辺地域で行われた。

## 音楽
本作には、架空のバンド、オーガスト・ムーンによるオリジナル曲が使用されている。これらの曲は、エグゼクティブ・ミュージック・プロデューサーも務めたサヴァン・コテチャが作曲し、ガリツィンは数曲でボーカルを担当した。11曲入りのアルバムが、映画公開と同日にアリスタ・レコードからデジタル配信され、翌日には、バンドのレコーディングのライブ演奏4曲を収録したアルバムのパッケージ版とデラックス版がリリースされた。サウンドトラックに先立ち、「Dance Before We Walk」、「Taste」、「Closer」の3つのシングルがリリースされた。

## 公開
本作は、2024年3月16日にサウス・バイ・サウスウエストのクロージングナイト作品として世界初公開された。2024年5月2日にプライムビデオオリジナル映画として公開された。